# Naval Ordnance Laboratory
Le Naval Ordnance Laboratory (ou NOL, en français « Laboratoire d'artillerie navale ») est un centre d'essais de l'US Navy qui était installé à White Oak (Maryland). 

## Historique
Le Naval Ordnance Laboratory a été créé en 1929, par regroupement du Mine Laboratory installé au Washington Navy Yard, et de l'Experimental Ammunition Station à Indian Head (Maryland). Il est à l'origine de la conception de diverses armes et munitions dont le Mark 60 CAPTOR.
En 1974, il fusionne avec le Naval Weapons Laboratory (NWL) à Dahlgren (Virginie) pour former le Naval Surface Weapons Center (NSWC), renommé ultérieurement « Naval Surface Warfare Center ».
Le processus de transfert des activités vers d'autres sites (Base Realignment and Closure) a commencé en 1993. Le site est à présent occupé par la Food and Drug Administration (FDA). Seul reste l'Hypervelocity Wind Tunnel 9, dépendant de l'Arnold Engineering Development Complex situé à Tullahoma (Tennessee) ainsi qu'une partie historique contenant la soufflerie de Peenemünde installée en 1947. La responsabilité de ces installations a été donnée à l'US Air Force en 1997.
Le NOL a employé des physiciens notoires, comme John Bardeen, Djon Atanasov ou Calvin Mooers.

## Moyens d'essais
Outre les moyens généraux le site était divisé en zones dédiées à divers types d'essais :
- zone 200 : pour les essais de réponse d'objets aux impulsions électromagnétiques ;
- zone 300 : destinée aux essais d'explosifs chimiques ;
- zone 400 : souffleries. La première est une soufflerie en provenance de Peenemünde en 1947[3]. Par la suite furent construites quatre souffleries : Mach 10 (1950), Mach 12 (1951), Hypersonic Wind Tunnel (1957) et Hypervelocity Wind Tunnel (1972)[4]. Seul l'Hypervelocity Wind Tunnel 9 a été conservé et son exploitation transférée à l'Arnold Engineering Development Complex. Cette zone comportait également des tunnels de tir (lanceurs aéroballistiques) ;
- zone 500 : on y trouvait un générateur de Van de Graaff pour l'étude des matériaux sous rayonnment X ;
- zone 600 : cette partie abritait des lanceurs pour les essais d'impact de structures et les pénétrateurs.